# Radiohead
Radiohead es una banda británica de rock alternativo originaria de Abingdon-on-Thames, Inglaterra, formada en 1985 inicialmente como una banda de versiones. Está integrada por Thom Yorke (voz, guitarra, piano), Jonny Greenwood (guitarra solista, teclados, otros instrumentos), Ed O'Brien (guitarra, segunda voz), Colin Greenwood (bajo, teclados) y Phil Selway (batería, percusión).
Radiohead lanzó su primer sencillo, «Creep», en 1992. Si bien la canción fue en un comienzo un fracaso comercial, se convirtió en un éxito mundial tras el lanzamiento de su álbum debut, Pablo Honey (1993) debido al auge comercial del rock alternativo. La popularidad de Radiohead en el Reino Unido aumentó con su segundo álbum, The Bends (1995). El tercero, OK Computer (1997), con un sonido expansivo y temáticas como la alienación y la globalización, les dio fama mundial y ha sido aclamado como un disco histórico de la década de 1990 y uno de los mejores álbumes de todos los tiempos.
Kid A (2000) y Amnesiac (2001) significaron una evolución en su estilo musical, al incorporar música electrónica, experimental, música clásica del siglo XX, trip-hop y cool jazz. A pesar de la división inicial de fanes y crítica, Kid A fue nombrado mejor álbum de la década por Rolling Stone, Pitchfork y  The Times. El álbum Hail to the Thief (2003), una mezcla de rock y música electrónica con letras inspiradas en la guerra al terror, fue el último de la banda con el sello discográfico EMI. Radiohead lanzó de manera independiente su séptimo álbum, In Rainbows (2007) con un sonido más suave y «aterrador» similar a su tercer disco de estudio, OK Computer, según el mismo Yorke, el álbum fue puesto a la venta en forma de descarga digital por la que los usuarios pagaban el precio que estimasen oportuno. Su octavo álbum, The King of Limbs (2011), fue una exploración del ritmo y de texturas más calmadas. En su noveno álbum, A Moon Shaped Pool (2016), predominan los arreglos orquestales de Jonny Greenwood.
Han obtenido tres veces el Premio Grammy al mejor álbum de música alternativa, por OK Computer, Kid A e In Rainbows. El trabajo de la banda ha sido reconocido por los críticos en distintas listas y sondeos musicales. En 2005 se posicionaron en el puesto 73 en la lista de los 100 mejores artistas de todos los tiempos de la revista Rolling Stone. En 2009 fue nombrada la mejor banda de la década del 2000 por The Guardian. En 2010 ocuparon el puesto 29 en la lista de los 100 artistas más grandes de todos los tiempos según el canal VH1 y en 2011 se situaron en la posición número 3 de la lista de los mejores artistas británicos de la historia según Paste Magazine, solo superados por The Beatles y The Rolling Stones. En 2014 el semanario inglés NME los ubicó como los músicos más influyentes del momento. Asimismo, su actuación en Glastonbury '97 fue elegida mejor concierto de la historia en una votación de la revista Q en 2004 y mejor concierto de un festival en una encuesta de Proud Galleries en 2005.Radiohead ha vendido 30 millones de álbumes en todo el mundo. El 29 de marzo de 2019, Radiohead ingresó en el Salón de la Fama del Rock and Roll.
Aunque los primeros álbumes de la banda fueron especialmente influyentes en el rock y la música pop británica, su trabajo posterior ha influido a otros músicos de géneros que van desde el jazz y la música clásica contemporánea al hip hop, la música ambient, el R&B y el metal.

## Historia

### 1985: formación y primeros años

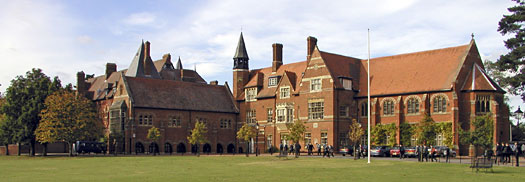
La escuela Abingdon, donde la banda se formó.

Radiohead se formó a mediados de la década de 1980 en la escuela Abingdon (un colegio privado para varones) en Abingdon-on-Thames, Oxfordshire en Inglaterra, a la cual acudían el baterista Phil Selway, el guitarrista Ed O'Brien, el vocalista Thom Yorke, el bajista Colin Greenwood y su hermano Jonny. Yorke y Colin Greenwood estaban en el mismo curso, O'Brien y Selway eran un año mayores que ellos y Jonny Greenwood, dos años menor que su hermano. Todos provenían de familias de clase media y empezaron a tocar en el salón de música de la escuela, tomando el nombre del único día de la semana en el que podían ensayar: On a Friday («el viernes»). La banda realizó su primera presentación en directo en la Taberna Jericho de Oxford a finales de 1986; al principio Jonny Greenwood tocaba la armónica y el teclado, pero pronto se convirtió en el guitarrista principal.
Aunque Yorke, O'Brien, Selway y Colin Greenwood dejaron Abingdon hacia 1987 para asistir a la universidad, la banda siguió practicando los fines de semana y en vacaciones. En 1991, cuando todos los miembros de la banda excepto Jonny Greenwood, habían completado sus estudios universitarios, On a Friday se reagrupó y la banda comenzó a grabar demos, entre ellos Manic Hedgehog y reanudaron sus presentaciones en los alrededores de Oxford. La popularidad de la banda en la región de Oxfordshire creció hasta el punto de aparecer en la portada de Curfew, una revista local de música. La música independiente había tenido mucha repercusión en Oxfordshire y en el valle del Támesis a finales de la década de 1980, pero solo estaba enfocada en bandas del shoegazing como Ride y Slowdive; On a Friday no pertenecía al género.
A medida que On a Friday comenzó a dar más conciertos, varias discográficas empezaron a mostrar interés por la banda. Chris Hufford, productor de Slowdive y Bryce Edge, productor y copropietario de los Estudios Courtyard de Oxford, asistieron a uno de los primeros conciertos del grupo en la Taberna de Jericho. Impresionados por la banda, produjeron una demo y se convirtieron en sus mánagers; de hecho, lo siguen siendo en la actualidad. Tras un encuentro casual entre Colin Greenwood y el representante de EMI, Keith Wozencroft en la tienda de discos donde trabajaba este, el grupo firmó un contrato con la discográfica durante un lapso de seis álbumes. A petición de la compañía, la banda cambió su nombre inspirándose en una canción de Talking Heads del álbum True Stories (1986) llamada «Radio Head».

### 1992-1995:Pablo HoneyyThe Bends
Radiohead grabó su primera publicación, el EP Drill en los Estudios Courtyard, con Chris Hufford y Bryce Edge como productores. Se lanzó en marzo de 1992 y su relevancia en las listas de ventas fue muy escasa. Posteriormente, la banda contrató a Paul Kolderie y Sean Slade —quienes habían previamente trabajado con las bandas estadounidenses de indie rock Pixies y Dinosaur Jr.— para que produjeran su álbum debut, grabado rápidamente en un estudio de Oxford en 1992. Tras el lanzamiento de su primer sencillo, «Creep» a fines de dicho año, Radiohead comenzó a llamar la atención de la prensa musical británica, aunque no siempre en forma favorable. NME los llamó «una imitación cobarde de una banda de rock», mientras que «Creep» se retiró de la BBC Radio 1 por ser considerada «demasiado depresiva».
La banda lanzó su álbum debut, Pablo Honey, en febrero de 1993. El álbum alcanzó el número 22 de las listas del Reino Unido, mientras que «Creep» y otros sencillos del mismo como «Anyone Can Play Guitar» y «Stop Whispering» no lograron convertirse en éxitos. «Pop is Dead», un sencillo no incluido en el álbum y que sería desacreditado más tarde por la banda, tuvo unas ventas reducidas. Algunos críticos compararon el estilo primario de la banda con el grunge, popular a principios de la década de 1990, al extremo de compararla con Nirvana. Pablo Honey no tuvo éxito comercial ni recibió alabanzas de la crítica tras su lanzamiento, se le consideró un álbum con una presencia clara y determinante de las guitarras, cayendo dentro del clásico rock inglés: indie rock. La visión es bastante particular, existencialista y realista, dirigiendo sus críticas y lamentos a la sociedad contemporánea. Pese a algunas menciones al falsete de Yorke, la banda sólo tuvo una breve gira en universidades inglesas y discotecas.
En los primeros meses de 1993, Radiohead comenzó a atraer a oyentes de diferentes lugares. «Creep» se transmitió con mucha frecuencia en la radio israelí, y en marzo, después de que la canción se convirtiera en un éxito en las listas de ese país, Radiohead recibió una invitación a Tel Aviv para su primera actuación en el extranjero. Paralelamente, en San Francisco la estación de radio de música alternativa KITS, añadió la canción en su lista de reproducción. Pronto otras emisoras a lo largo de la costa oeste de los Estados Unidos siguieron el ejemplo. En el momento en el que Radiohead comenzó su gira por Norteamérica en junio de 1993, el video promocional de «Creep» se difundía ampliamente en MTV. La canción alcanzó el número dos en la lista Billboard Modern Rocks de Estados Unidos y alcanzó el número siete en las listas del Reino Unido cuando volvió a publicarse allí a fines de ese año.
El inesperado éxito del sencillo en Estados Unidos hizo que la banda tuviera que improvisar nuevas formas de promocionarse y que estuviera trasladándose de un continente a otro, llegando a tocar más de 150 conciertos en 1993. Radiohead estuvo a punto de separarse debido a la presión del repentino éxito de Pablo Honey, con la gira extendiéndose hasta dos años. Los miembros del grupo manifestaron que fue una gira a la que era difícil adaptarse, mencionando que, hacia su final, acabaron «tocando las mismas canciones que grabamos hace dos años [...] como si estuviéramos atrapados en un túnel del tiempo» y también afirmaron que en aquel entonces estaban ansiosos por componer nuevos temas.
La banda comenzó a trabajar en su segundo álbum en 1994, junto al productor de los Estudios Abbey Road John Leckie. Existía mucha presión dentro del grupo, ya que se esperaba que igualaran o superaran el éxito de «Creep». Las canciones sonaban antinaturales en el estudio, debido a que los integrantes del grupo las habían ensayado en exceso. Buscaron disminuir la presión con una gira por Europa, el Lejano Oriente, Australasia y México y fue allí cuando comenzaron a sentir confianza en sus nuevas canciones. Sin embargo, confrontado otra vez por su fama nuevamente adquirida, Yorke se desilusionó por estar «en el filo del estilo de vida atractivo, descarado y acaramelado de MTV» y sintió que estaba ayudando al consumismo.
My Iron Lung, un EP y sencillo lanzado en octubre de 1994 fue la reacción de Radiohead, marcando una transición hacia la profundidad que quisieron dar a su segundo álbum. Publicitado a través de emisoras radiofónicas, las ventas del sencillo fueron mejores de lo esperado y se sugirió que por primera vez la banda había creado una base de fieles seguidores por este éxito. Habiendo presentado más canciones nuevas en la gira, Radiohead terminó de grabar su segundo álbum hacia finales de ese año y lanzó The Bends el 13 de marzo de 1995. El disco recibió reseñas más positivas que el anterior por las letras y las interpretaciones. Coincidiendo con este lanzamiento, la banda publicó en VHS su primer video álbum, Live at the Astoria, que recogía un concierto en el teatro londinense en mayo de 1994.
Aunque los miembros de Radiohead fueron vistos como extraños en el britpop, género predominante en aquel entonces, tuvieron finalmente éxito en su país natal con The Bends; los sencillos «Fake Plastic Trees», «High & Dry», «Just» y «Street Spirit (Fade Out)» ingresaron en la UK Singles Chart y este último tema estuvo en el Top 5 de dicha lista. En 1995, Radiohead fue de gira a Estados Unidos y Europa junto a R.E.M., una de sus primeras influencias. «High and Dry» se convirtió en un éxito moderado, llegando al puesto 78 del Billboard Hot 100 y The Bends llegó al puesto 88 del Billboard 200, aunque su estilo influiría directamente a bandas como Muse y Coldplay. El grupo quedó satisfecho en cuanto a la recepción del álbum. Jonny Greenwood comentó: «Creo que el punto de inflexión para nosotros tuvo lugar nueve o doce meses después del lanzamiento de The Bends, cuando comenzó a aparecer en las encuestas de 'lo mejor del año'. Fue entonces cuando sentimos que habíamos tomado la decisión correcta al haber elegido ser una banda».

### 1996-1998:OK Computer, fama y aclamación de la crítica
A finales de 1995, Radiohead ya había grabado una canción que estaría presente en su próximo álbum. «Lucky», puesta a la venta como sencillo para promocionar el álbum de caridad de War Child The Help Album, se creó durante una breve sesión con Nigel Godrich, un joven ingeniero de sonido que fue asistente de producción en The Bends y que también produjo uno de sus lados B, «Talk Show Host». La banda decidió producir su nuevo álbum junto a Godrich y comenzaron a trabajar a principios de 1996. Hacia julio, ya habían grabado cuatro canciones en su estudio de ensayos, Canned Applause, cerca de Didcot, Oxfordshire.
En agosto de 1996, Radiohead salió de gira como teloneros de Alanis Morissette, buscando perfeccionar sus canciones en directo antes de terminar la grabación. Luego la reanudaron fuera de un estudio tradicional, eligiendo en su lugar una mansión del siglo XV, St. Catherine's Court, cerca de Bath. Las sesiones de grabación fueron relajantes, con la banda tocando en todo momento, grabando canciones en diferentes salas y escuchando a The Beatles, DJ Shadow, Ennio Morricone y Miles Davis en busca de inspiración. Radiohead aportó «Talk Show Host» a la banda sonora de la adaptación realizada por Baz Luhrmann Romeo + Juliet, así como «Exit Music (For a Film)» hacia fines de ese año. Gran parte del álbum estuvo terminado a fines de 1996 y hacia marzo del año siguiente ya estaba masterizado y mezclado.
Radiohead lanzó su tercer álbum, OK Computer, en junio de 1997. Compuesto principalmente de canciones de rock melódico, el nuevo disco fue el primero donde el grupo experimentó con la estructura de las canciones y se incorporó un sonido ambiental, vanguardista y con influencias de música electrónica. Sus letras adquirieron un tono menos personal y más de observador que en The Bends y una revista llamó a las canciones «los blues del fin del milenio». OK Computer se recibió con elogios de la crítica y Yorke admitió que estaba «impresionado [debido a] la reacción que generó. Ninguno de nosotros ya sabía jodidamente si era bueno o malo. Lo que realmente me voló la cabeza fue el hecho de que la gente captó todas las cosas, todas las texturas y los sonidos y las atmósferas que estábamos tratando de crear».
OK Computer fue el debut del grupo en el primer puesto de las listas británicas, otorgándole a Radiohead éxito comercial global. Pese a haber ingresado en el puesto 21 en las listas estadounidenses, el álbum fue muy reconocido en dicho país y ganó el premio Grammy al mejor álbum de música alternativa y recibió una nominación en la categoría de álbum del año. «Paranoid Android», «Karma Police» y «No Surprises» se pusieron a la venta como sencillos, siendo «Karma Police» el más exitoso a nivel internacional. «Let Down», cuyo lanzamiento como sencillo se canceló debido a que el video realizado resultó insatisfactorio, fue lanzada como sencillo promocional para estaciones de radios en algunos países.
Tras el lanzamiento de OK Computer tuvo lugar la gira internacional Against Demons, que contó con unas 104 fechas por todo el mundo, comenzando el 22 de mayo de 1997 en Barcelona y acabando el 18 de abril de 1998 en el Radio City Music Hall de Nueva York, con una presentación posterior el 14 de junio de 1998 en el Tibetan Freedom Concert de Washington D. C. Grant Gee, el director del video promocional de «No Surprises», acompañó y filmó a la banda, lanzando este material en el documental Meeting People Is Easy, estrenado en noviembre de 1998. La película muestra la distante relación de la banda con la industria musical y la prensa, enseñando además su progreso desde la primera presentación de la gira en mayo de 1997 hasta las de abril de 1998 en Nueva York, casi un año después. Durante este tiempo, la banda también lanzó un compilado de videos promocionales llamado 7 Television Commercials así como dos EP: Airbag / How Am I Driving? (nominado en los premios Grammy en la categoría de mejor álbum de música alternativa), y No Surprises/Running from Demons, una recopilación de los lados B de los sencillos de OK Computer.

### 1999-2001:Kid A,Amnesiacy cambio de sonido

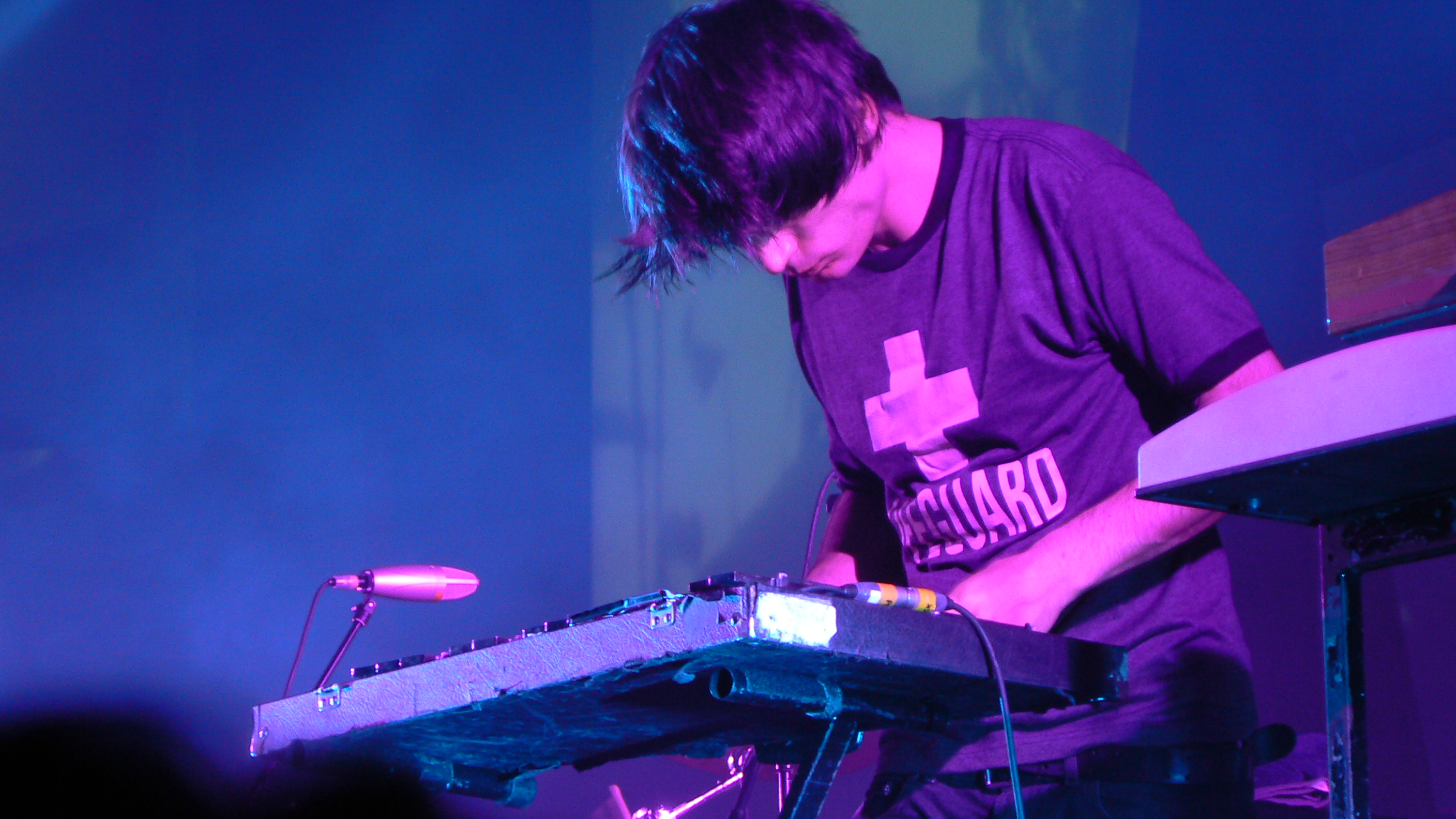
Tanto en conciertos como en grabaciones, Jonny Greenwood toca varios instrumentos, como el glockenspiel.

Radiohead estuvo largo tiempo inactivo como grupo tras su gira de 1997-1998; después de acabarla, su única presentación pública en 1998 fue en diciembre en un concierto de Amnistía Internacional en París. Yorke admitió luego que durante ese período la banda estuvo a punto de separarse y que él tuvo una severa depresión. A principios de 1999, Radiohead comenzó a trabajar en una secuela para OK Computer. Aunque ya no tenían presión ni un plazo impuesto por la discográfica, la tensión durante este tiempo fue alta. Los miembros de la banda tenían visiones diferentes sobre el futuro de Radiohead y Yorke sufría de bloqueo del escritor, lo que lo empujó a una forma de composición más abstracta y fragmentaria. El grupo se retiró a los estudios con el productor Nigel Godrich en París, Copenhague y Gloucester, además de en su estudio de Oxford. Finalmente, todos sus integrantes acordaron tomar una nueva dirección musical, redefiniendo sus nuevos roles instrumentales. Tras casi 18 meses, las sesiones de grabación finalizaron en abril de 2000.
El 2 de octubre de 2000 la banda lanzó su cuarto álbum, Kid A, el primero de los dos discos grabados en dichas sesiones. En vez de ser una secuela de similar estilo a OK Computer, Kid A presenta un estilo minimalista con menos secciones de guitarra eléctrica e instrumentación más diversa donde se incluyen las ondas Martenot, percusión programada e instrumentos de cuerda y viento-metal de jazz. Debutó en el primer puesto de las listas de muchos países incluyendo los Estados Unidos, donde su ingreso en la cima significó un hito en la historia de la banda y un éxito infrecuente de músicos del Reino Unido en dicho país.
Este éxito se acreditó a la campaña de mercadotecnia, la filtración del álbum a través de la red Napster unos meses antes de su lanzamiento y a la expectativa generada por OK Computer. Aunque Radiohead no lanzó ningún sencillo extraído de Kid A, se radiodifundieron copias promocionales de «Optimistic» e «Idioteque» y una serie de blips o videos breves de aproximadamente 30 segundos de duración se transmitieron en los canales musicales y se lanzaron gratuitamente en Internet. La banda había leído el libro antiglobalización de Naomi Klein No Logo durante la grabación y decidieron realizar una gira de verano por Europa dicho año en una carpa libre de publicidad. Además, en octubre promocionaron Kid A con tres conciertos en Norteamérica de los que se vendieron todas las entradas y una actuación en Saturday Night Live.
Kid A ganó el premio Grammy en la categoría de mejor álbum de música alternativa y obtuvo una nominación en la de álbum del año a principios de 2001. Recibió alabanzas y duras críticas de los círculos de la música independiente por haber utilizado elementos de la música alternativa, mientras que algunos críticos británicos del mainstream vieron al álbum como «un suicidio comercial» y lo calificaron como «intencionalmente complicado», añorando el anterior estilo del grupo. Los seguidores también estuvieron divididos; junto a aquellos que quedaron desconcertados y sintieron rechazo hubo otros que lo consideraron el mejor trabajo de la banda. Yorke, sin embargo, negó que Radiohead buscara evitar expectativas comerciales diciendo: «Estaba realmente asombrado por lo mal que se estaba viendo [a Kid A], [...] la música no es tan difícil de comprender. No estábamos tratando de ser complicados, [...] en realidad, tratábamos de comunicarnos pero del otro lado de la línea, parecía que nos habíamos perdido entre mucha gente [...] —lo que hemos hecho no es tan radical».
Amnesiac, lanzado en junio de 2001, contenía otras canciones extraídas de las mismas sesiones de grabación. Su estilo musical era similar en cuanto a su combinación de música electrónica e influencias de jazz, aunque había un mayor uso de las guitarras. El disco fue un éxito a nivel comercial y crítico en todo el mundo y llegó al primer puesto en las listas británicas y al segundo lugar en Estados Unidos, recibiendo nominaciones en los premios Grammy y en los premios Mercury. Tras el lanzamiento de Amnesiac, la banda comenzó una gira mundial visitando Norteamérica, Europa y Japón. Mientras tanto, «Pyramid Song» y «Knives Out», los primeros sencillos de la banda desde 1998, tuvieron un éxito moderado y «I Might Be Wrong», inicialmente pensado como el tercer sencillo, se convirtió en el primer álbum en directo de la banda. I Might Be Wrong: Live Recordings presenta interpretaciones en directo de siete temas de Kid A y Amnesiac junto a la acústica «True Love Waits».

### 2002-2004:Hail to the Thiefy paréntesis
En julio y agosto de 2002, Radiohead estuvo de gira en Portugal y España, donde tocaron algunas canciones escritas recientemente. Luego grabaron el nuevo material en dos semanas en Los Ángeles con Godrich, añadiéndole muchas nuevas pistas en Oxford, donde continuaron su trabajo el año siguiente. Los miembros del grupo describieron el proceso de grabación como relajante, en contraste con las tensas sesiones para Kid A y Amnesiac. Radiohead también compuso entonces junto a Sigur Rós la música para Split Sides, una pieza de danza de Merce Cunningham Dance Company que debutó en octubre de 2003 en la Brooklyn Academy of Music. El sexto álbum del grupo, Hail to the Thief, se lanzó en junio de 2003. Integrando los diferentes estilos en su carrera, Hail to the Thief combina el rock basado en guitarra con influencias de música electrónica y letras sobre la actualidad escritas por Yorke. Aunque el álbum recibió alabanzas, muchos críticos opinaron que Radiohead estaba vendiendo agua creativamente en vez de continuar la «redefinición de género» que había comenzado con OK Computer. Sin embargo, el álbum gozó de éxito comercial, debutando en la primera posición en el Reino Unido y en la tercera en Estados Unidos, recibiendo un disco de platino en el primer país y uno de oro en el segundo. Los sencillos del álbum «There There», «Go to Sleep» y «2+2=5» fueron difundidos en las radios de rock. En la edición de 2003 de los premios Grammy, Radiohead recibió una nominación en la categoría de mejor álbum alternativo por dicho trabajo, mientras que Godrich y el ingeniero de sonido Darrel Thorp recibieron el premio al mejor trabajo de ingeniería.
Yorke negó que el título sea un comentario sobre la controvertida elección presidencial estadounidense de 2000, explicando que escuchó por primera vez esas palabras en un debate de la BBC Radio 4 sobre la política estadounidense en el siglo XIX. Yorke comentó que sus letras recibieron influencias de las noticias sobre la guerra de 2001 a 2002 y «la sensación de que estamos entrando en una era de intolerancia y temor donde el poder de expresarnos en democracia y ser escuchados se nos está negando», pero también comentó que «[Radiohead] no escribió un disco de protesta [...] o político». Tras su lanzamiento, Radiohead se embarcó en mayo de 2003 en una gira mundial, que incluyó una aparición en el Festival de Glastonbury. La gira terminó un año después con una presentación en el Festival de Coachella. Durante la misma, la banda puso a la venta COM LAG, un EP que recopilaba la mayoría de los lados B de aquel entonces. Después de esto, el grupo comenzó a componer y ensayar en su estudio de Oxford, pero posteriormente se tomaron un paréntesis. Libres de su contrato discográfico, el grupo pasó el resto del año descansando con su familia y trabajando en proyectos solistas. En diciembre de 2004, la banda publicó The Most Gigantic Lying Mouth of All Time, un DVD que recoge los cuatro episodios del programa homónimo que fue transmitido a través de radiohead.tv. y que incluyen un total de veinticuatro cortometrajes animados, muchos de ellos por los propios seguidores del grupo.

### 2005-2008:In Rainbowsy nuevas formas de distribución
Radiohead comenzó a trabajar en su séptimo álbum en febrero de 2005, aunque las sesiones regulares no comenzaron hasta agosto. En esta etapa serían contactados por Bob Geldof para participar en junio en la serie de conciertos Live 8, pero debido a la dispersión de la banda y su falta de actividad por la paternidad de Jonny, decidieron no acudir. En septiembre de 2005 la banda grabó una nueva canción, «I Want None of This», para el álbum de caridad de War Child: Help: A Day in the Life, una secuela del compilado de 1995 para el que habían colaborado con «Lucky». El álbum se vendió por Internet, y la canción de Radiohead fue la más descargada del disco, aunque no se puso en venta como sencillo. Radiohead ya había comenzado a trabajar en su siguiente disco por su cuenta y luego con el productor Mark Stent. Sin embargo, a finales de 2006, tras haber salido de gira por Europa y Norteamérica y estrenado trece nuevas canciones en la misma, la banda reanudó el trabajo con Nigel Godrich en Londres, Oxford y varias localidades rurales en Somerset. El trabajo estuvo finalizado en junio de 2007 y se masterizó al mes siguiente.

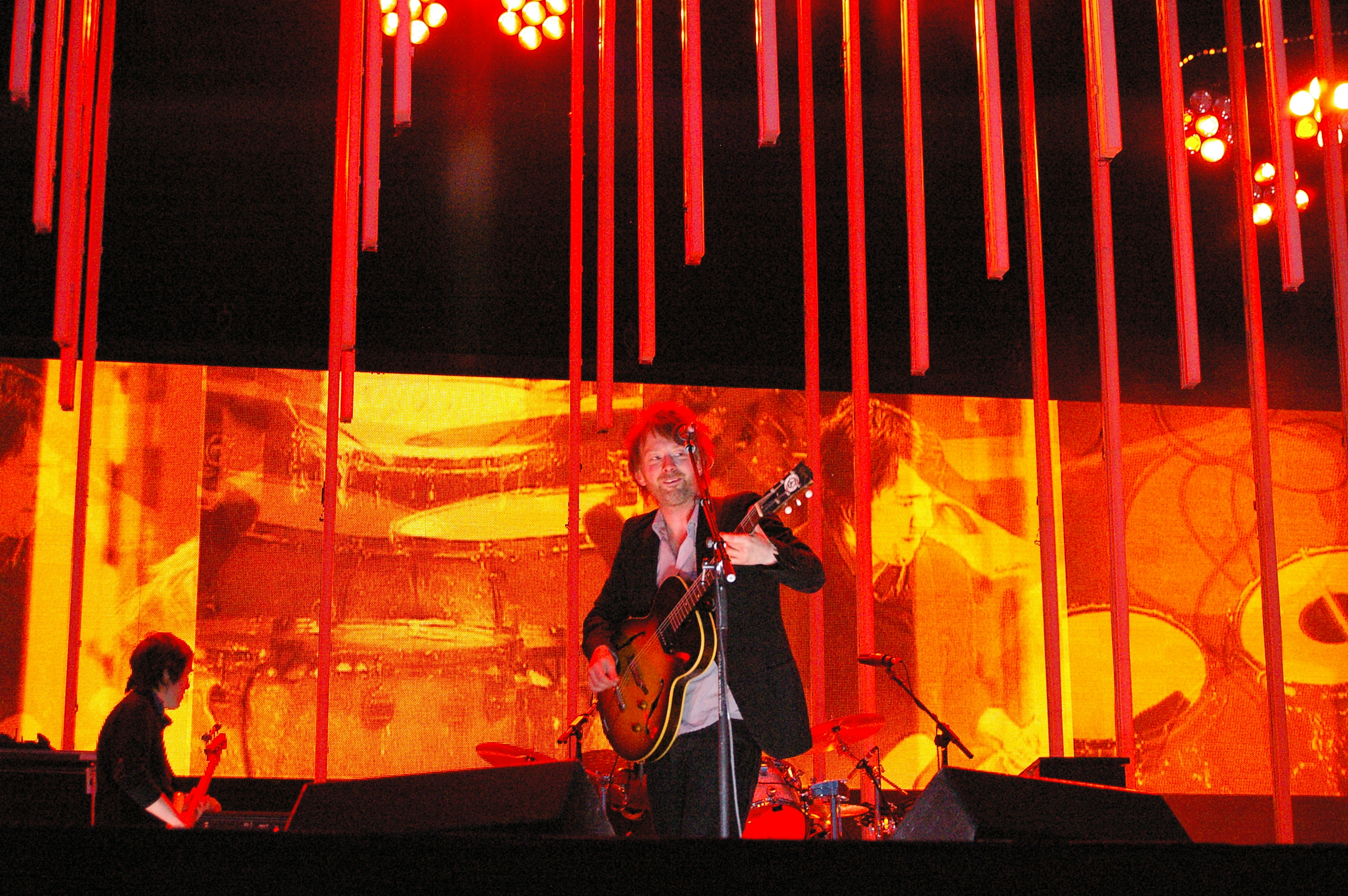
Radiohead en el Main Square Festival de Arrás (Francia) en 2008.

El 1 de octubre de 2007, Radiohead anunció en su sitio web que su nuevo álbum, In Rainbows, estaba terminado y que podía efectuarse una compra del mismo por el precio que el cliente considerara apropiado en formato digital o físico, con envío postal. También se incluyó la opción de descargarlo en forma gratuita, con la inscripción «Queda a su criterio». El formato físico del álbum comprendía dos CD y dos discos de vinilo, así como contenido adicional (fotografías digitales y librillo de letras). Tras el repentino anuncio de la banda solo diez días antes de activar la descarga, la estrategia inusual del grupo llamó la atención en la industria de la música. Más tarde, bandas como Nine Inch Nails y The Smashing Pumpkins imitaron esta tendencia, lanzándose a vender sus discos de manera independiente a través de Internet. Se informó de que se habían vendido 1,2 millones de copias el día de su lanzamiento, pero el mánager del grupo no mencionó las cifras oficiales, afirmando que la idea de lanzarlo por Internet tenía como objetivo incentivar las ventas físicas minoristas. Colin Greenwood explicó que el lanzamiento por Internet fue una forma de evitar las «listas de reproducción reguladas» y los «formatos rígidos» de la radio y la televisión, de asegurar que los seguidores de todo el mundo pudieran escuchar la música al mismo tiempo y de evitar una posible filtración antes de su lanzamiento físico.
In Rainbows se lanzó en forma física en el Reino Unido en diciembre de 2007 a través de XL Recordings y en Norteamérica en enero de 2008 a través de TBD Records, ubicándose en los primeros puestos de ambos países. El éxito comercial del disco en Estados Unidos fue el mayor de Radiohead en el país tras el lanzamiento de Kid A, mientras que fue su quinto álbum número uno en el Reino Unido. In Rainbows vendió más de tres millones de copias en su primer año de lanzamiento. Además recibió críticas muy positivas y se lo destacó por poseer un sonido más accesible y unas letras de estilo más personal que los trabajos anteriores. El álbum recibió nominaciones a los premios Mercury y llegó a ganar en la edición de 2009 de los premios Grammy el premio al mejor álbum de música alternativa. Su equipo de producción ganó en la categoría de mejor paquete de edición limitada, mientras que Radiohead obtuvo su tercera nominación en la categoría de álbum del año. Además de otras candidaturas de la banda, destacaron las nominaciones de la producción de Godrich y el video de «House of Cards».
Radiohead lanzó varios sencillos extraídos de In Rainbows para promocionar el álbum; «Jigsaw Falling into Place», el primero, se lanzó en el Reino Unido en enero de 2008. El segundo, «Nude» debutó en el puesto 37 del Billboard Hot 100, convirtiéndose en la primera canción en ingresar a la lista desde «High and Dry» en 1995 y su primer sencillo en entrar al Top 40 desde «Creep». Radiohead continuó lanzando temas del álbum como sencillos y videos promocionales; en junio de dicho año, se grabó uno de «House of Cards». «House of Cards», junto a «Bodysnatchers» fueron radiodifundidas y en septiembre la banda anunció un cuarto sencillo, «Reckoner». También se organizó una competición para crear una remezcla del mismo, similar a la de «Nude». EMI lanzó un álbum de grandes éxitos llamado Radiohead: The Best Of en ese mismo mes. El compilado se hizo sin el consentimiento del grupo y no contiene ninguna canción de In Rainbows, ya que por entonces la banda había dejado la discográfica. Yorke expresó su desaprobación en nombre de Radiohead: «No tenemos ningún éxito, así que, ¿cuál es exactamente el propósito de esto? [...] Si lo hubiéramos querido hacer, entonces estaría bien».
El 24 de junio de 2008 se lanzó en formato digital el video álbum en directo In Rainbows - From the Basement, que incluía los temas de In Rainbows tocados por la banda en el programa de televisión From the Basement. Desde mayo hasta octubre de 2008, la banda salió de gira por Norteamérica, Europa y Japón. En marzo de 2009 se inició la segunda parte de la gira, en la que el grupo visitó Latinoamérica. Tras 15 años se presentaron en México y, por primera vez, en Brasil, Argentina y Chile. En agosto de 2009 volvió a salir de gira por Europa, actuando en el Festival de Reading, al que no iba desde 1994.

### 2009-2012:The King of Limbs, dos baterías y colapso en Toronto
En mayo de 2009 la banda inició nuevas sesiones de grabación con el productor Nigel Godrich. Meses después, en agosto, la banda lanzó a través de su página web dos sencillos grabados durante esas sesiones. El primero de ellos, «Harry Patch (In Memory Of)» fue grabado en tributo a Harry Patch, el último soldado británico vivo que combatió durante la Primera Guerra Mundial y que había fallecido recientemente. El tema se vendió al precio de 1 £ y lo recaudado fue donado a la Legión Británica. En «Harry Patch (In Memory Of)», Thom Yorke interpreta una letra basada en las declaraciones de Patch sobre su propia experiencia en la guerra, teniendo como telón de fondo una orquesta de cuerdas a cargo de Jonny Greenwood. Ese mismo mes, otro nuevo tema, «These Are My Twisted Words», se lanzó en forma de descarga gratuita. Jonny Greenwood explicó que la canción había sido una de las primeras composiciones de las últimas sesiones de estudio de la banda.

A mediados de 2009, en una entrevista para NME, Yorke sugirió que Radiohead podría volver a enfocarse en los EP, incluyendo la posibilidad de lanzar un EP de música orquestal. En diciembre de ese año, O'Brien declaró en la web de la banda que comenzarían a trabajar en su próximo álbum en enero: «El ambiente es fantástico en la actualidad, y volveremos al estudio en enero para continuar el trabajo que iniciemos el pasado verano [...] hace 10 años estábamos todos juntos (lo que es la banda) en los tiempos de Kid A y, aunque estoy tremendamente orgulloso de ese disco, no era un lugar divertido en el que estar. [...] Lo que es tranquilizador ahora, es que somos definitivamente una banda diferente, lo que debería significar que la música también es diferente y ese es el objetivo del juego. [...] mantenerse en movimiento». En junio de 2010, Ed O'Brien manifestó comentarios similares: «Estamos en plena grabación ahora mismo». O'Brien agregó que esperaban poder tener listo el álbum para finales de 2010. En septiembre de 2010, Colin Greenwood mencionó que acababan de terminar un nuevo conjunto de canciones y que habían empezado a plantearse sobre como lo lanzarían «en un entorno digital que ha cambiado de nuevo». Phil Selway agregó ese mismo mes que la banda iba a «hacer balance» del nuevo material y dijo que todo estaba «en el aire». 

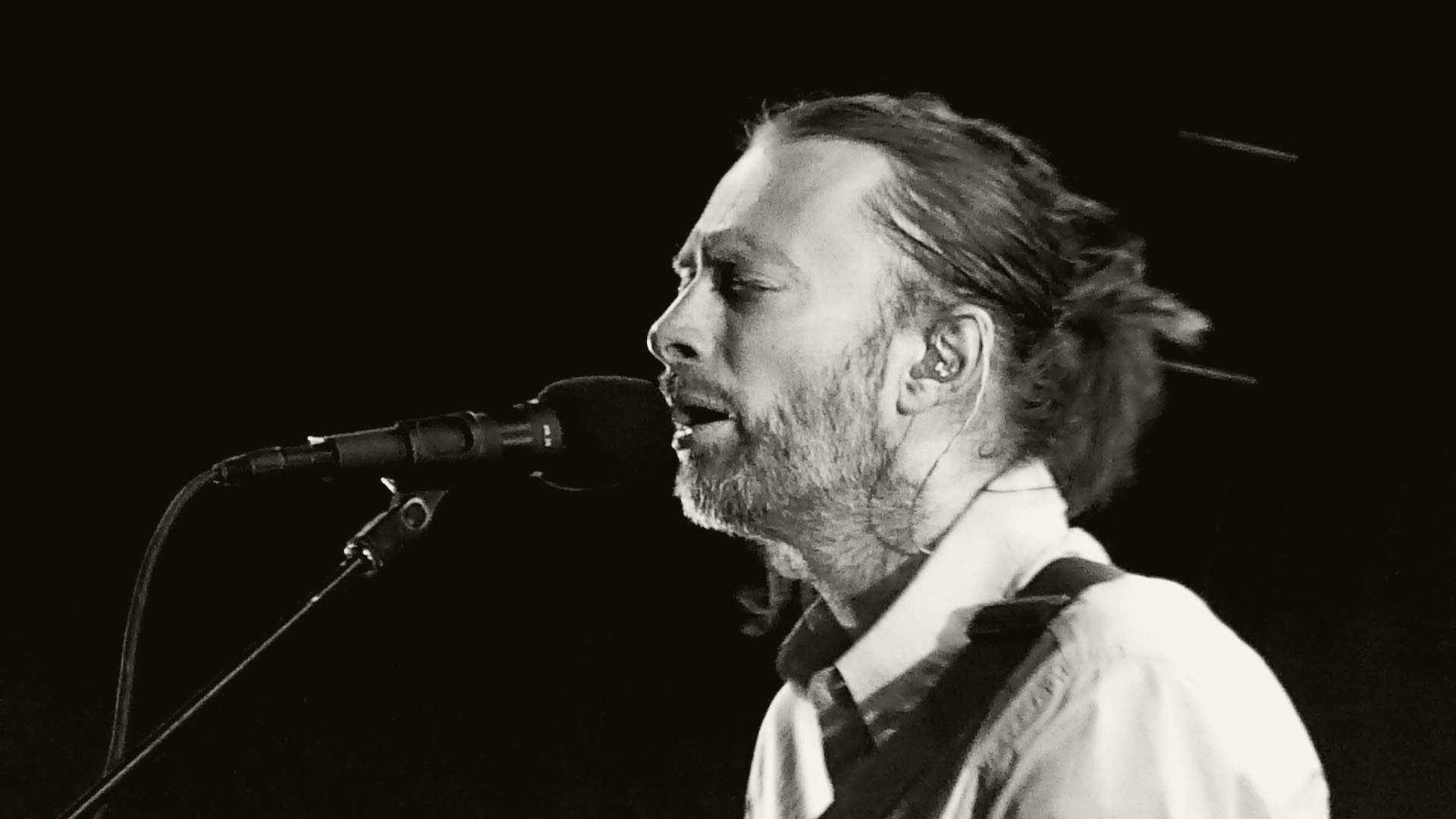
Thom Yorke durante el concierto de Nimes en julio de 2012.

En enero de 2010, mientras los miembros de Radiohead se encontraban en Los Ángeles para grabar, la banda tocó en su única actuación del año, un concierto a beneficio de Oxfam. Las entradas se subastaron al mejor postor, lo que permitió que en la presentación que tuvo lugar en el Henry Fonda Theater, se recaudaran más de medio millón de dólares para el trabajo de la ONG en Haití, que meses antes había sido golpeado por un devastador terremoto. Un grupo de aficionados editó un video del concierto con imágenes tomadas de diferentes cámaras digitales de los asistentes, que ofrecieron a través de YouTube y BitTorrent en diciembre de 2010, con el apoyo de la banda y con un enlace para donar dinero a Oxfam Internacional. En 2010, otro colectivo de seguidores hicieron un video del concierto de Radiohead en Praga en 2009 que fue distribuido por Internet gratuitamente, con el audio proporcionado por la propia banda. Live in Praha y Radiohead for Haiti tuvieron cierta repercusión en los principales medios y fueron descritos como ejemplos de la apertura de la banda a los fanes y su actitud positiva hacia las formas no comerciales de distribución por Internet.
El 14 de febrero de 2011 Radiohead informó a través de su página web de que su nuevo disco se llamaría The King of Limbs y que podría descargarse a un precio fijado en menos de una semana. El 18 de febrero, un día antes de lo previsto, la banda mostró en su página el video de «Lotus Flower», uno de los nuevos temas, e informó que el nuevo álbum ya podía ser descargado. El 28 de marzo el disco se lanzó en versión CD y vinilo, y el 9 de mayo salió a la venta la edición Newspaper, que incluye numerosos extras. El 16 de abril de 2011 la banda lanzó el sencillo «Supercollider/The Butcher» para celebrar el Record Store Day. El grupo reveló que trabajó en ambas canciones durante las sesiones para The King of Limbs, pero finalmente decidieron no incluirlas en el álbum. «Supercollider», con más de 7 minutos de duración, es la canción de estudio más larga que la banda haya grabado nunca. Los archivos digitales de las canciones fueron puestos sin coste alguno a disposición de cualquier persona que ya había comprado el álbum en la página web de la banda, y además subieron el audio de las canciones a su canal de YouTube.

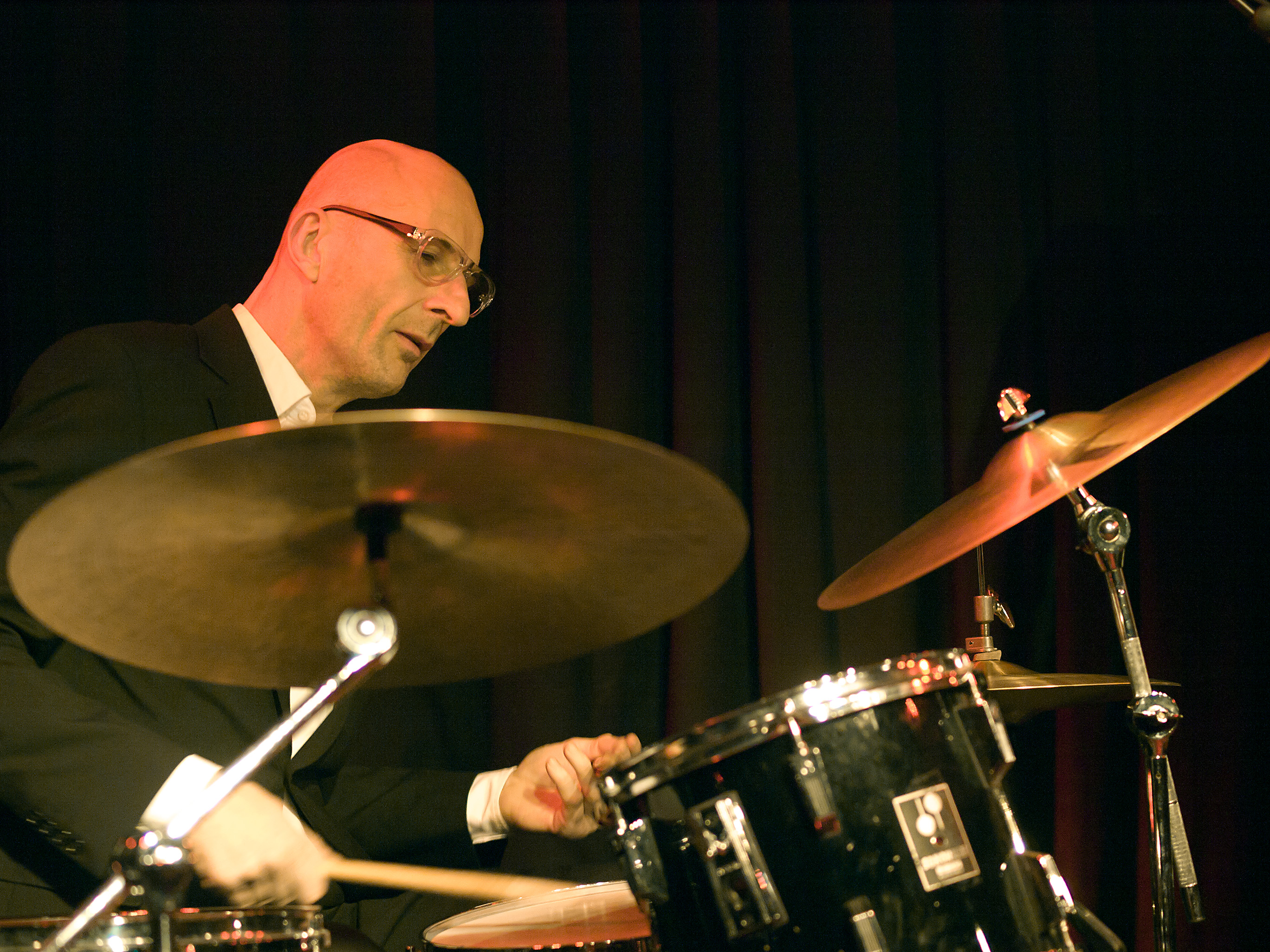
Clive Deamer, batería adicional de la banda en las giras de The King of Limbs y A Moon Shaped Pool.

El 6 de junio de 2011, la banda anunció el lanzamiento de una serie de remezclas de canciones de The King of Limbs realizadas por varios artistas, en vinilos de 12 pulgadas y de naturaleza limitada, que se irían editando de forma eventual en varias tandas a lo largo del verano. Radiohead publicó el audio de todas ellas en su canal de YouTube y en su web para ser escuchado en streaming. El doble CD TKOL RMX 1234567, que reunía las 19 remezclas realizadas, fue lanzado el 16 de septiembre en Japón y el 10 de octubre en el resto del mundo. Entre los artistas que colaboraron se encuentran Caribou, Modeselektor, Nathan Fake, Jacques Greene, Lone o Four Tet. El 21 de junio de 2011, un video de la banda tocando un tema nuevo, «Staircase», fue subido a su canal de YouTube como avance de la presentación en el programa From the Basement. El 24 de junio de 2011, Radiohead actuó de manera sorpresa en el Festival de Glastonbury, donde mostró por primera vez en directo todos los temas de The King of Limbs y presentó además un nuevo tema anteriormente tocado por Yorke, «The Daily Mail». La banda actuó con un nuevo instrumentista, Clive Deamer, batería que había colaborado en varias giras con Portishead. En julio de 2011, varios canales de televisión de todo el mundo estrenaron la actuación en directo de la banda en el programa From the Basement, donde interpretan, junto a Clive Deamer, los ocho temas de The King of Limbs, así como «The Daily Mail» y «Staircase». La banda ya había aparecido en este programa en 2008 tras el lanzamiento de In Rainbows. En septiembre los miembros de Radiohead, acompañados por Deamer, se presentaron en los programas estadounidenses Saturday Night Live y The Colbert Report, y Thom y Jonny actuaron además en Late Night with Jimmy Fallon. Además, la banda realizó dos presentaciones en directo en el Roseland Ballroom de Nueva York.
El 19 de diciembre de 2011 el grupo lanzó a través de descarga digital el video álbum en directo The King of Limbs: Live from the Basement, que incluía su actuación en el programa de televisión From the Basement ese año. Ese mismo día también se lanzó en formato digital el primer sencillo del mismo, «The Daily Mail / Staircase». El 23 de enero de 2012 el video álbum se publicó además en formato físico, tanto en DVD como Blu-Ray, incluyéndose como material extra la interpretación de «Supercollider», que no fue mostrada cuando se emitió el programa por televisión.
En febrero de 2012, Radiohead comenzó la que fue su primera gira en Norteamérica en 4 años, incluyendo fechas en Estados Unidos, Canadá y México. El 16 de junio de 2012, una hora antes de que se abrieran las puertas del Downsview Park de Toronto para el concierto final de la gira norteamericana, el techo del escenario se derrumbó, causando la muerte del técnico de percusión de la banda Scott Johnson e hiriendo a otros tres miembros del equipo técnico de la banda. El derrumbe también destrozó el espectáculo de luces del grupo y gran parte de su equipo musical. Ninguno de los miembros de la banda estaban en el escenario. El concierto fue cancelado y las fechas de la gira europea fueron pospuestas. Radiohead rindió homenaje a Johnson y su equipo técnico en el primer concierto tras el derrumbe, que tuvo lugar en julio en Nimes (Francia). 
Yorke escribió más tarde que terminar la gira tras el colapso era su «mayor logro hasta el momento». En junio de 2013, el Ministerio de Trabajo de Ontario imputó a Live Nation Canada Inc, Live Nation Ontario Concerts GP Inc, Optex Staging & Services Inc y a un ingeniero con 13 cargos en virtud de la Ley de Seguridad y Salud Laboral. El caso comenzó el 27 de junio de 2013 en la Corte de Justicia de Ontario, ubicada en Toronto. La audiencia se inició en noviembre de 2015.
Mientras estaban de gira por EE. UU., a mediados de 2012, Radiohead pasó un día en el estudio de grabación de Jack White, guitarrista exmiembro de White Stripes, donde trabajó en dos nuevas canciones, una de ellas «Identikit». Yorke diría en abril de 2013 que esas grabaciones fueron «tarea inconclusa».

### 2013-2016: paréntesis yA Moon Shaped Pool

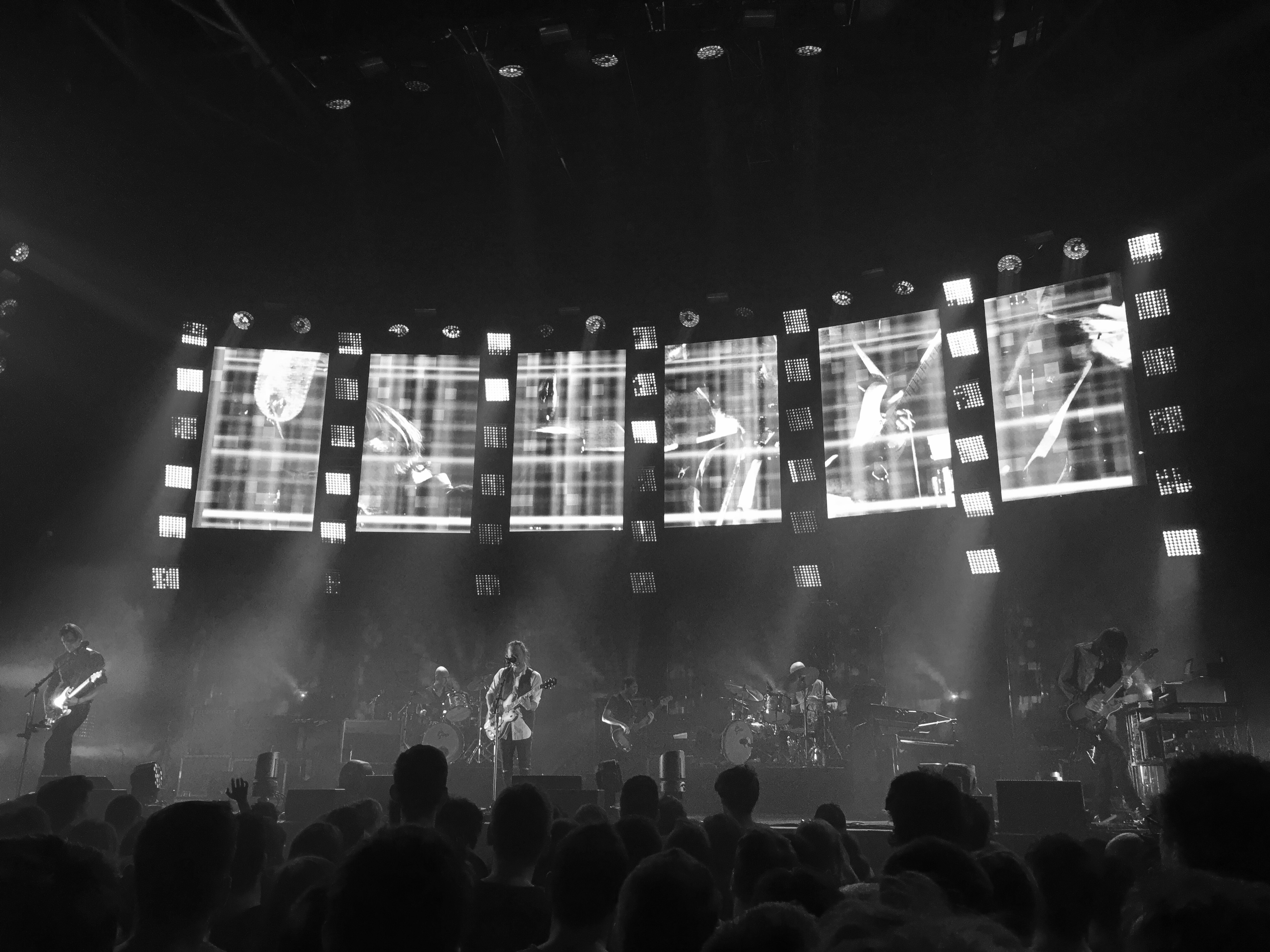
Radiohead en un concierto en el Zénith de París en mayo de 2016.

Tras la gira de The King of Limbs, durante la que Radiohead interpretó varias canciones nuevas, la banda decidió realizar un nuevo paréntesis para trabajar en algunos proyectos independientes. El 25 de febrero de 2013, Atoms for Peace, el grupo de Yorke y Nigel Godrich, publicó su primer álbum, titulado Amok. El 11 de febrero de 2014, Radiohead lanzó la aplicación Polyfauna para Android y teléfonos iOS, una «colaboración experimental» entre la banda y el estudio de arte digital Universal Everything en la que se utilizan elementos musicales e imágenes de The King of Limbs. El 26 de septiembre de 2014, Yorke publicó su segundo álbum en solitario, Tomorrow's Modern Boxes. El 7 de octubre de 2014, Phil Selway también lanzó su segundo álbum solista, titulado Weatherhouse, mientras que ese mismo mes se estrenó la banda sonora de la película Inherent Vice, compuesta por Jonny. Esta última incluyó una reinterpretación de la canción «Spooks», tema de Radiohead inédito en estudio que debutó en directo en 2006.
Radiohead empezó a trabajar en su noveno álbum desde septiembre de 2014 hasta Navidad, retomando la grabación en marzo de 2015, según declaró Selway en una entrevista. Jonny Greenwood manifestó en otra entrevista en febrero de 2015 que: «Ciertamente hemos cambiado nuestro método de nuevo [...] Estamos como limitándonos a nosotros mismos; trabajando en límites [...] estamos intentando usar tecnología muy antigua y muy nueva simultáneamente para ver qué pasa». El 25 de diciembre de 2015, Thom Yorke anunció a través de Twitter la publicación en SoundCloud de «Spectre», tema que escribieron como encargo para la película homónima de James Bond pero que finalmente no fue incluido en la banda sonora.
El 1 de mayo la banda eliminó toda la información de sus cuentas en Twitter y Facebook, así como de su página oficial, la cual quedó completamente en blanco, generando numerosos rumores sobre la salida del álbum. El 3 de mayo publicaron un nuevo tema, «Burn the Witch», junto a su correspondiente videoclip. El 6 de mayo compartieron el segundo sencillo, «Daydreaming», así como el videoclip del mismo, dirigido por Paul Thomas Anderson. Ese mismo día anunciaron que el nuevo álbum se podría descargar el 8 de mayo a las 19:00, hora inglesa, y estaría disponible en formato físico el 17 de junio. El 8 de mayo fue publicado bajo el título A Moon Shaped Pool. Incluye varias canciones escritas años antes, como «True Love Waits» (que data al menos de 1995), así como cuerdas y coros de la London Contemporary Orchestra. El 20 de mayo de 2016 comenzó la gira mundial del álbum, que duró de mayo a octubre y tuvo fechas en Europa, Norteamérica y Japón. En la misma contaron de nuevo con Clive Deamer como batería adicional. A finales de 2016, Radiohead anunció una segunda parte de la gira entre marzo y julio de 2017, con conciertos en diversos festivales estadounidenses y europeos, incluyendo presentaciones en Noruega, Inglaterra o Irlanda, entre otros. El 23 de junio actuaron en el Festival de Glastonbury, siendo ésta la tercera vez que encabezaron dicho festival.

### 2017-2020: proyectos paralelos,OKNOTOKyMiniDiscs [Hacked]
El 2 de mayo de 2017 Radiohead anunció una reedición especial de OK Computer, celebrando así los 20 años desde su publicación. Su título es OKNOTOK e incluye las canciones originales remasterizadas además de 8 lados B y 3 canciones inéditas: «I Promise», «Man of War» (también conocida como «Big Boots») y «Lift». El álbum se lanzó en formato digital el 23 de junio, y en julio se pudo conseguir en formato CD y en una edición especial en vinilo y casete que incluye además dibujos, letras y apuntes de Thom Yorke acerca de las canciones. El 2 de junio Radiohead lanzó «I Promise» como sencillo, siendo acompañado por su videoclip en YouTube. El 12 de septiembre se publicó el video para «Lift». El 29 de noviembre Radiohead anunció una nueva gira por Sudamérica en 2018, en la que compartieron cartel con Flying Lotus y Junun. La misma comenzó en Chile el 11 de abril, siguiendo por Argentina, Perú, Brasil y Colombia. En verano de 2018 realizaron varios conciertos en Estados Unidos y Canadá. El 13 de diciembre de 2018 el Salón de la Fama del Rock and Roll anunció la inclusión de Radiohead en una ceremonia que tendría lugar en el Barclays Center de Brooklyn el 29 de marzo de 2019.
En junio de 2019, se filtraron en línea varias horas de grabaciones realizadas por Radiohead durante el período OK Computer. En respuesta, Radiohead puso las grabaciones a la venta en línea como MiniDiscs [Hacked], con todas las ganancias para el grupo ambientalista Extinction Rebellion. En diciembre de 2019, Radiohead puso a disposición su discografía de forma gratuita para transmitir en YouTube. En enero siguiente, lanzaron Radiohead Public Library, un archivo en línea de su trabajo, que incluye videos musicales, presentaciones en vivo, obras de arte y el documental de 1998 Meeting People Is Easy. Radiohead suspendió su contenido en línea para Blackout Tuesday el 2 de junio, en protesta por el racismo y la brutalidad policial.
En 2017, Selway lanzó su tercer trabajo en solitario, la banda sonora de la película Let Me Go. Jonny Greenwood fue nominado a un Premio de la Academia a la Mejor Banda Sonora Original por su quinta colaboración con Anderson, Phantom Thread (2017), y compuso la música de su segunda película de Lynne Ramsay, You Were Never Really Here (2018). Yorke lanzó la banda sonora de su primer largometraje, Suspiria (2018), y su tercer álbum en solitario, Anima (2019), respaldado por un cortometraje dirigido por Anderson. O'Brien lanzó su álbum debut como solista, Earth, en 2020. Había estado escribiendo canciones durante años, pero sintió que tenían una «energía distinta» que se perdería con Radiohead.

### 2021-presente:Kid A Mnesiay The Smile

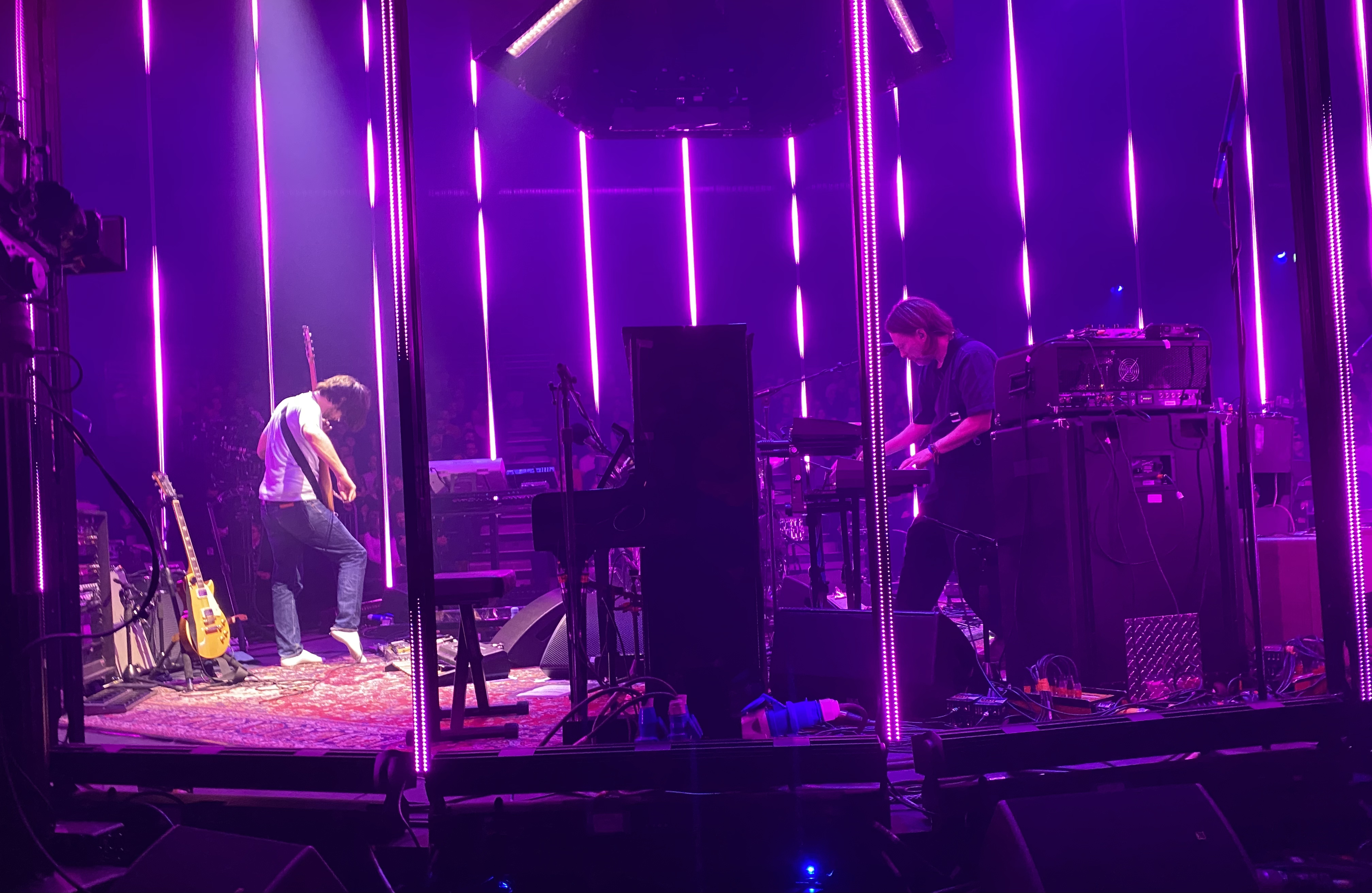
Jonny Greenwood y Yorke presentándose con el baterista Tom Skinner como The Smile en enero de 2022.

En noviembre de 2021, Radiohead lanzó Kid A Mnesia, una reedición de aniversario que recopila Kid A, Amnesiac y material inédito de las sesiones. Se promocionó con descargas de sencillos y videos de las pistas inéditas «If You Say the Word» y «Follow Me Around». Los planes para una instalación de arte basada en los álbumes se cancelaron debido a problemas logísticos y la pandemia de COVID-19; en cambio, Radiohead creó una experiencia digital gratuita, Kid A Mnesia Exhibition, para PlayStation 5, macOS y Windows. También se abandonaron los planes para una gira en 2021.
En un evento de transmisión en vivo realizado por el Festival de Glastonbury en mayo de 2021, Yorke y Jonny Greenwood debutaron con una nueva banda, The Smile, una colaboración con Godrich y el baterista Tom Skinner. Greenwood dijo que el proyecto era una forma de que él y Yorke trabajaran juntos durante los confinamientos por el COVID-19. El crítico de The Guardian, Alexis Petridis, describió a The Smile como una «versión más esquelética y más complicada de Radiohead», con firmas de tiempo inusuales, riffs complejos y psicodelia motorik «impulsiva». En mayo de 2022, The Smile lanzó su álbum debut, A Light for Attracting Attention, con gran éxito de crítica, y comenzó una gira europea.
Selway lanzó su tercer álbum en solitario, Strange Dance, en febrero de 2023. Dijo que era «saludable» para los miembros de Radiohead explorar diferentes proyectos y que todos los proyectos estaban bajo el «paraguas» de Radiohead, y que la banda «todavía existe». El lanzamiento de un álbum de Jonny Greenwood y el músico de rock israelí Dudu Tasaa, Jarak Qaribak, se lanzó junio de 2023.

## Trabajos solistas

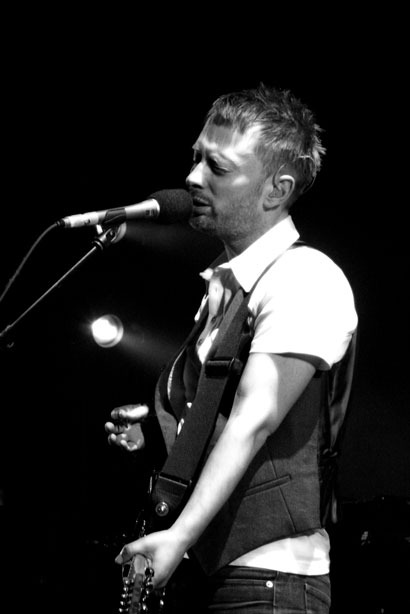
Thom Yorke en directo con Radiohead.

El primer álbum solista de Thom Yorke, The Eraser, se puso a la venta el 10 de julio de 2006 a través XL Recordings en Gran Bretaña y un día después en Estados Unidos. El disco fue producido por Godrich y Jonny Greenwood participó en la composición del tema que da nombre al álbum. The Eraser recibió reseñas en general positivas y estuvo nominado en la categoría de mejor álbum de música alternativa en los premios Grammy de 2007. En septiembre de 2009, Yorke publicó dos temas editados en un sencillo: «Feeling Pulled Apart by Horses», que data de las sesiones del año 2001, y la inédita «The Hollow Earth». A finales de 2009 formó el supergrupo Atoms for Peace, con el que salió de gira en 2010, interpretando en directo canciones de su disco solista entre otros temas.
El 6 de septiembre de 2012, Atoms for Peace lanzó el sencillo «Default» en iTunes, al mismo tiempo que presentaron su página web. El 25 de febrero de 2013 Atoms for Peace publicó su primer álbum, titulado Amok, bajo el sello XL Recording. Ese mismo año el grupo salió nuevamente de gira. El 26 de septiembre de 2014, Yorke publicó su segundo álbum en solitario, Tomorrow's Modern Boxes, por medio del portal BitTorrent.
En 2003, Jonny Greenwood lanzó Bodysong, un álbum instrumental con la música que compuso para el documental del mismo nombre dirigido por Simon Pummell. La banda sonora incluye canciones interpretadas por una orquesta, la mayoría procesadas electrónicamente, incluyendo desde cuartetos de cuerdas a piano y ondas Martenot. Este fue el primer álbum de un miembro de Radiohead como solista, aunque su hermano Colin también colaboró en el mismo. En 2005 participó junto a Phil Selway en la banda sonora de la película Harry Potter y el cáliz de fuego en tres temas compuestos por Jarvis Cocker (vocalista de Pulp), apareciendo ambos como parte de Weird Sisters, la banda que actúa en la fiesta del filme. En 2007, Jonny Greenwood compuso la música de la película de Paul Thomas Anderson There Will Be Blood, protagonizada por Daniel Day-Lewis. La banda sonora recibió nominaciones para los Óscar pero finalmente se la descalificó al contener partes no originales, incluidos algunos pasajes de su anterior álbum, Bodysong. En 2010 trabajó también en la banda sonora de la película japonesa Norwegian Wood. En 2011 realizó la música para la película Tenemos que hablar de Kevin.
El 13 de marzo de 2012, Greenwood lanzó conjuntamente con Krzysztof Penderecki el álbum Polymorphia, que incluyó una pieza nueva compuesta por él y titulada 48 Responses to Polymorphia, así como su antiguo tema Popcorn Superhet Receiver. Ambos estaban inspirados en las composiciones de Penderecki Polymorphia y Treno a las Víctimas de Hiroshima respectivamente, también incluidas en el álbum. En 2012, Jonny realizó la banda sonora de The Master de Paul Thomas Anderson, y en 2014 repitió con el director por tercera vez al componer la música de la película Inherent Vice. En 2015, junto a Shye Ben Tzur y Rajasthan Express, lanzó el álbum Junun.
A finales de la década de 1990, Ed O'Brien compuso algunas partes de la banda sonora del programa de televisión británico Eureka Street. La misma se lanzó en formato CD a través de la BBC. En 2003, O’Brien contribuyó tocando la guitarra en varias canciones de Enemy of the Enemy, un álbum de la Asian Dub Foundation en el que también participa Sinéad O'Connor. Al igual que Phil Selway, Ed ha grabado y salido de gira con el supergrupo 7 Worlds Collide, un proyecto liderado por Neil Finn de Crowded House, participando en los álbumes 7 Worlds Collide (2001) y The Sun Came Out (2009).
En 2003, Colin Greenwood tocó el bajo en el tema «24 Hour Charleston», perteneciente a Bodysong, el primer álbum solista de su hermano Jonny Greenwood. En 2008, en su primer proyecto en el que no estaba envuelto ningún otro miembro de Radiohead, Colin tocó el bajo en la banda sonora de James Lavino para la película Woodpecker de Alex Karpovsky. La misma también cuenta con la participación de Lee Sargent y Tyler Sargent, del grupo Clap Your Hands Say Yeah.
En 2005, Phil Selway participó junto a Jonny Greenwood en la banda sonora de la película Harry Potter y el cáliz de fuego en tres temas compuestos por Jarvis Cocker, vocalista de Pulp. Al igual que Ed O'Brien, Phil ha grabado y salido de gira con el supergrupo 7 Worlds Collide, un proyecto liderado por Neil Finn, participando en los álbumes 7 Worlds Collide (2001) y The Sun Came Out (2009). El 30 de agosto de 2010, Selway lanzó Familial, su primer álbum solista, en el que canta y toca diversos instrumentos, además de contar con la colaboración de diversos artistas. El 5 de julio de 2011 publicó el EP titulado Running Blind. El 7 de octubre de 2014, Phil lanzó su segundo álbum solista, titulado Weatherhouse.

## Influencias y estilo musical
Entre las primeras influencias de los miembros de Radiohead se encuentran Queen, Pink Floyd y Elvis Costello; bandas post-punk como Joy Division, Siouxsie And The Banshees y Magazine; y sobre todo grupos de rock alternativo de la década de 1980 como R.E.M, Pixies, The Smiths y Sonic Youth. Hacia mediados de la década de 1990, Radiohead comenzó a mostrar un interés por la música electrónica, especialmente la de DJ Shadow, al que la banda citó como una de sus influencias en OK Computer. Otras influencias en el álbum fueron Miles Davis y Ennio Morricone, además de grupos de la década de 1960 como The Beatles y The Beach Boys. Jonny Greenwood también citó al compositor Krzysztof Penderecki como una inspiración para el sonido de OK Computer. El estilo electrónico de Kid A y Amnesiac fue el resultado de la admiración de Thom Yorke por el clicks and cuts, la música ambiental y la IDM, como así también artistas de Warp Records como Autechre y Aphex Twin. El jazz de Charles Mingus, John Coltrane y Miles Davis y bandas de krautrock de la década de 1970 como Can y Neu! fueron otras influencias importantes durante este periodo. El interés de Jonny Greenwood en la música clásica del siglo XX también fue importante, sobre todo la influencia de Krzysztof Penderecki y Olivier Messiaen, que es evidente en varias canciones de OK Computer y álbumes posteriores. Greenwood ha tocado las ondas de Martenot, un instrumento electrónico que popularizó Messiaen. En las sesiones de Hail to the Thief, Radiohead volvió a poner énfasis en un rock más tradicional. The Beatles, The Rolling Stones y particularmente Neil Young, fueron las principales fuentes de inspiración de la banda durante esta etapa. Desde el comienzo de las grabaciones de In Rainbows, los miembros de Radiohead han mencionado como influencias una gran variedad de músicos experimentales, de rock, electrónica y hip hop, tales como Björk, Liars, Modeselektor y Spank Rock.
Respecto a la influencia de Radiohead en otros músicos, los primeros álbumes de la banda fueron especialmente influyentes en el rock y la música pop británica, mientras que su trabajo posterior ha inspirado a músicos de géneros que van desde el jazz y la música clásica al hip hop, la música electrónica y el R&B. Por otro lado, algunos analistas y músicos, como miembros de Rush, Opeth, Dream Theater y Porcupine Tree, han atribuido a Radiohead la resurgencia del rock progresivo en la música popular debido a sus giros estilísticos e innovaciones.
| «Si hay una banda representativa de la época, sin duda es Radiohead. Fue la más ambiciosa, la que más gritó y más empujó». —Rob Sheffield, Rolling Stone |

Desde su formación, Radiohead ha sido, lírica y musicalmente, liderada por Thom Yorke. Sin embargo, a pesar de que Yorke es el responsable de escribir casi todas las letras, la composición de las canciones es un esfuerzo colectivo, ya que se ha mencionado en varias entrevistas que todos los miembros de la banda tienen algún tipo de papel durante el proceso. Debido a esto, todas las canciones del grupo están oficialmente acreditadas a Radiohead. La sesiones de Kid A y Amnesiac produjeron un cambio en el estilo musical de Radiohead y un cambio aún más radical en el método de trabajo de la banda. Desde este cambio de una instrumentación de rock tradicional hacia un énfasis en el sonido electrónico, los miembros de la banda han tenido una mayor flexibilidad y ahora normalmente tocan distintos tipos de instrumentos en función de los requisitos particulares de cada canción. En Kid A y Amnesiac, Yorke tocó el teclado y el bajo, mientras que Jonny Greenwood manipuló a menudo las ondas de Martenot en lugar de la guitarra, el bajista Colin Greenwood realizó samples, y O'Brien y Selway se repartieron la caja de ritmos y la manipulación digital y además encontraron nuevas formas de incorporar sus principales instrumentos, guitarra y batería respectivamente, en el nuevo sonido. Las relajadas sesiones de 2003 para la grabación de Hail to the Thief dieron lugar a una dinámica diferente en el grupo. Yorke admitió en una entrevista que «[su] poder sobre la banda se desequilibró por completo y [él] quería quitar el poder al resto a toda costa. [...] Ciertamente es mucho mejor ahora, democracia racional, que es lo que solía haber».

## Colaboradores
La banda mantiene una estrecha relación con su productor Nigel Godrich, así como con el artista gráfico Stanley Donwood. Godrich alcanzó la fama con Radiohead, trabajando con la banda desde The Bends, y como productor desde OK Computer. En ocasiones, ha sido denominado el «sexto miembro» de la banda, en alusión a George Martin, que era llamado el «quinto Beatle». Donwood, otro colaborador habitual de la banda, ha diseñado todas las portadas de los álbumes de Radiohead y el arte visual del grupo desde 1994. Junto con Yorke, ganó un premio Grammy en 2002 en la categoría de mejor paquete por la edición especial por el libreto de Amnesiac. Otros colaboradores de la banda son Dilly Gent y Peter Clements. Gent ha sido el responsable de la puesta en marcha de todos los videos de Radiohead desde OK Computer, trabajando con la banda para encontrar al mejor director para cada proyecto. El técnico de sonido de la banda, Peter Clements, o «Plank», ha trabajado con el grupo desde The Bends, preparando los instrumentos tanto para las grabaciones de estudio como para las actuaciones en directo.

## Miembros
- Thom Yorke: voz principal, guitarra rítmica, piano, teclados, bajo, ordenador portátil, pandereta y batería (1985-presente)
- Jonny Greenwood: guitarra solista, teclados, sintetizador, ondas Martenot, piano, glockenspiel, ordenador portátil, sintetizador analógico, piano de juguete, percusión y piano Rhodes (1985-presente)
- Ed O'Brien: guitarra, percusión, sampler, piano y voz (1985-presente)
- Colin Greenwood: bajo, teclados, sintetizador, sampler, contrabajo y percusión (1985-presente)
- Phil Selway: batería, percusión y voz (1985-presente)

Miembros adicionales en directo
- Clive Deamer: batería, percusión y voz (2011-2012/2016-2018)

## Discografía
- 1993: Pablo Honey
- 1995: The Bends
- 1997: OK Computer
- 2000: Kid A
- 2001: Amnesiac
- 2003: Hail to the Thief
- 2007: In Rainbows
- 2011: The King of Limbs
- 2016: A Moon Shaped Pool

### Generales
- Footman, Tim. Welcome to the Machine: OK Computer and the Death of the Classic Album. 2008. ISBN 1-84240-388-5
- Clarke, Martin. Radiohead: Hysterical and Useless. 2000. ISBN 0-85965-332-3
- Randall, Mac. Exit Music: The Radiohead Story. 2000. ISBN 0-385-33393-5